# هورشینگ
هورشینگ (به آلمانی: Hörsching) یک منطقهٔ مسکونی در اتریش است که در ناحیه لینتس لند واقع شده‌است. هورشینگ ۲۰ کیلومتر مربع مساحت دارد ۲۹۴ متر بالاتر از سطح دریا واقع شده‌است.